# 168-й винищувальний авіаційний полк (СРСР)
168-й вини́щувальний авіаці́йний о́рдена Суво́рова полк — військова частина військово-повітряних сил Червоної Армії, брала участь у Другій Світовоій війні.

## Історія створення
Полк сформовано восени 1940 року у складі ВПС Одеського військового округу. Організаційно входив до 21-ї змішаної авіаційної дивізії. Базувався на аеродромі поблизу Колосівкі.
Командиром полку призначено майора С. Д. Ярославцева, начальником штабу — капітана Ф. С. Гнезділова, воєнкомом — полкового комісара П. Н. Кондаленка.
На озброєнні полку перебували винищувачі І-16. Станом на 22 червня 1941 року мав у своєму складі 61 літак, 2 з яких — несправні.

## Бойовий шлях

### На Південному фронті
23 червня 1941 року за наказом командира 21-ї змішаної авіаційної дивізії полковника Д. П. Галунова полк був поескадрильно перебазований на аеродроми Кулевча, Аккерман, Тирасполь. Штаб полку та 1-ша ескадрилья залишились Колосовці.
Перші бойові вильоти льотчики полку здійснили 24 червня. Протягом червня-серпня 1941 року 168-й винищувальний авіаційний полк вилітав на перехоплення ворожих бомбардувальників, на розвідку та штурмовку наземних військ супротивника в районі Одеси, на правому крилі Південного фронту, на уманському і первомайському напрямках.
У повітряних боях полк поніс значні втрати. 30 липня 1941 року лейтенант О. О. Артамонов здійснив перший в історії полку повітряний таран німецького літака-розвідника, вилетівши з аеродрому поблизу Первомайська. Попри поповнення сімома винищувачамі І-153, знайденими на аеродромі Христинівка і відремонтовані техніками полку, на початок серпня в полку залишилось лише 5 справних літаків, тому він був виведений у тил на переформування. Всього авіаторами полку на Південному фронті здійснено 1800 бойових вильотів.

### Оборона Москви
Восени 1941 року полк отримав на озброєння нові винищувачі ЛаГГ-3.
З 26 листопада 1941 року 168-й винищувальний авіаційний полк увійшов до складу 10-ї змішаної авіаційної дивізії Резервної авіаційної групи генерала І. Ф. Петрова, яка боронила Москву з півночі, на клинському, солнєчногорському, істринському і волоколамському напрямках. Льотчики здійснювали вильоти по супроводженню бомбардувальників Пе-3, на штурмовку наземних військ ворога. Лише протягом листопада ними здійснено 500 літако-вильотів.
5 січня 1942 року 168-й ВАП перебазувався на аеродром поблизу Тули, а вже у середині січня — на аеродром південніше Калуги. Полк увійшов до складу Резервної авіаційної групи генерала Є. М. Ніколаєнка, що діяла на вяземському напрямку по підтримці військ Західного фронту.

### Перша повітряна армія
На початку травня 1942 року на базі ВПС Західного фронту була сформована 1-ша повітряна армія. 168-й авіаційний полк став змішаним і увійшов до складу повітряної армії як окремий авіаполк. Завданням полку стала повітряна розвідка та підтримка наземних частин 16-ї армії Західного фронту, що діяла на брянському напрямку.
У лютому 1943 року полк був переведений на 3-ескадрильний штат і переозброєний на винищувачі Як-7. Тоді ж 168-й ВАП увійшов до складу 303-ї винищувальної авіаційної дивізії.
Влітку 1943 року льотчики полку брали участь у Курській битві. Протягом вересня-жовтня 1943 року полк діяв на спас-деменському напрямку, в районі Єльні, Смоленська, Орші.
У травні 1944 року була сформована 130-та винищувальна авіаційна дивізія, до складу якої увійшов і 168-й винищувальний авіаційний полк. Полк був виведений у тил для переоснащений на нові винищувачі Як-9Д та Як-9Б, здатні нести у фюзеляжі 4 авіабомби вагою 100 кг кожна.
13 червня 1944 року в Хімках, на льотному полі заводу № 301 відбулась церемонія передачі 168-му ВАПу 12 літаків Як-9Б з написом «Москва». Ними була укомплектована 1-ша ескадрилья полку. Пілоти освоювали нову техніку, базуючись на аеродромі Стара Торопа, а з 16 серпня — на аеродромі Степигіно.
До середини жовтня 1944 року підготовку було завершено і 16 жовтня 1944 року 168-й винищувальний авіаційний полк увійшов до бойового складу 1-ї повітряної армії 3-го Білоруського фронту. 21 жовтня полк перебазувався на аеродром Калварія. Звідки здійснювали вильоти на супроводження штурмовиків, принагідно скидаючи і власні бомби.
Воїни полку брали участь у проведенні Східно-Прусської операції та в штурмі Кенігсберга.
По закінченні війни 168-й винищувальний авіаційний полк базувався на аеродромах Східної Пруссії. У грудні 1945 року полк було переоснащено на літаки Як-3.

### Післявоєнні роки
З 1951 по 1968 роки 168-й винищувальний авіаційний полк дислокувався на авіабазі Жовтневе поблизу містечка Володимир-Волинський.

## Командири
- Ярославцев Семен Дмитрович — майор, підполковник (осінь 1940 — серпень 1942);
- Пільщиков Костянтин Олександрович — майор (серпень 1942 — червень 1943);
- Данилов Андрій Степанович — підполковник, полковник (липень 1943 — ?);
- Когрушев Григорій Олександрович — полковник (травень 1944 — травень 1945).

## Герої полку
- Артамонов Олексій Олексійович — лейтенант, пілот, Герой Радянського Союзу (Указ Президії ВР СРСР від 27.03.1942).

З кінця 1940 до жовтня 1941 року у складі полку воював двічі Герой Радянського Союзу П. Я. Головачов